# Лаврентій Кордет
Лаврентій Кордет (1720, Слобідська Україна — 18 травня 1781, Курськ) — український церковний педагог доби Гетьманщини. Ректор Харківського колегіуму, архімандрит Харківського Покровського монастиря.

## Життєпис
Народився в сім'ї військовика. Вищу освіту здобув у Києво-Могилянській академії, по закінченню якої призначений до Харківського колегіуму викладачем класу риторики та піїтики, згодом став префектом і професором філософії.
1756 прийняв чернечий постриг і почав викладати богослов'я в старших класах Колегіуму. Деякий час навчав парафіян катехізису в Харківському Покровському монастирі. 1760 висвячено на ігумена й призначено настоятелем приписної до Покровського монастиря Сіверянської Богородицької пустині. 1765 переведено настоятелем Бєлгородського Миколаївського монастиря, звільнено з посади префекта Колегіуму та призначено «присутствующим» у Харківській консисторії.
17 серпня 1767 Лаврентія переведено настоятелем Святогорського Успенського монастиря Харківської єпархії. 1768 єпископ Бєлгородський і Обоянський Порфирій Крайський клопотав про надання Кордету сану архімандрита. Та лише 1770 за підтримки єпископа Бєлгородського та Обоянського С. Миславського Лаврентія призначено ректором й професором богослов'я Харківського колегіуму, а 16 червня 1770 переведено до Харківського Покровського монастиря і 8 вересня 1770 висвячено в сан архімандрита.
Перебуваючи на посаді ректора, Лаврентій став членом Вільного економічного товариства (Вольное экономическое общество) при Московському університеті й брав участь у складанні «Географічного словника».
У жовтні 1775 звільнено з посади ректора Харківського колегіуму й призначено настоятелем Курського Знаменського монастиря, в якому й помер.